# Messerschmitt (entreprise)
Pour les articles homonymes, voir Messerschmitt.
Messerschmitt AG était une entreprise allemande qui fabrique des avions ; elle fut fondée par Willy Messerschmitt. Elle a construit de nombreux chasseurs pour la Luftwaffe durant la Seconde Guerre mondiale, et a produit le premier avion de chasse à réaction opérationnel à la fin de la guerre. Son avancée dans ces technologies étonna les alliés lors de leur entrée en Allemagne (voir Opération Paperclip).

## Histoire

### Avant guerre

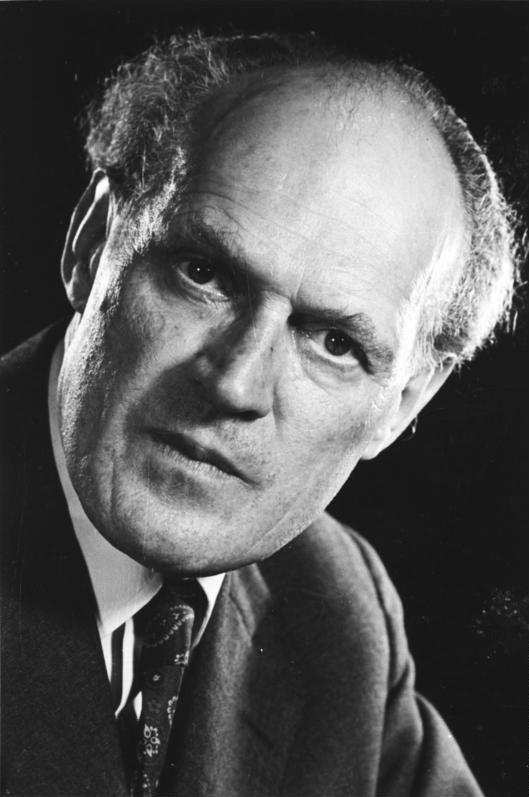
Willy Messerschmitt

En 1926, Willy Messerschmitt fonde à 28 ans la Flugzeugbau Messerschmitt GmbH à Bamberg. Les avions se dénomment S-xx (planeurs et planeurs à moteur auxiliaire, Segelflugzeug en allemand), puis M-xx (M pour Motorflugzeug). Le M-19 de 1927 est le premier avion à aile basse de Messerschmitt. En 1927, il devient directeur technique de la Bayerische Flugzeugwerke (BFW) créée par le Ministère des Transports et l'État de Bavière pour reprendre l'entreprise d'aviation Udet - Flugzeubau basée à Munich. Les nouveaux avions produits reçoivent la dénomination BFW M-xx. En 1928, la BFW devient privée, Willy Messerschmitt détenant 17 % des parts de l'entreprise. En 1930, la BFW fait faillite mais cela ne touche pas la Messerschmitt Flugzugbau (MTT GmbH), propriétaire des droits d'exploitation et des brevets. La BFW repart en 1933, soutenue par les dirigeants militaristes de l'Allemagne nationale-socialiste. Le ministère de l'Air passe des commandes et impose la dénomination "Bf" à la place de M ; les premiers Bf seront le Bf 108 en 1934 et le Bf 109 en 1935. Avec le succès du Bf 109, l'entreprise BFW devient la Messerschmitt AG en 1938 ; les avions reçoivent la dénomination "Me".

### Messerschmitt et la Luftwaffe
La compagnie Messerschmitt est particulièrement associée aux avions utilisés par la Luftwaffe durant la Seconde Guerre mondiale, en particulier le célèbre Messerschmitt Bf 109. Le Reichsluftfahrtministerium (ministère de l'Aviation du Reich) conduit le développement de deux filières : pour le concurrent Heinkel les bombardiers, et pour Messerschmitt les chasseurs.
Messerschmitt fut comme Heinkel un pionnier des avions à réaction. Le Messerschmitt Me 262, étudié dès 1940, est mis en production en 1944, trop tardivement pour influencer le cours de la guerre. En 1945, la rapidité de cet avion fut une très mauvaise surprise sur le plan tactique pour les bombardiers américains en mission en Allemagne, mais les coups portés à l'industrie allemande, et la décision obtuse de Hitler de le transformer en chasseur de chars, notamment pour soutenir la dernière offensive du front de l'Ouest, dans les Ardennes, ne transforma pas l'essai sur le plan stratégique.

### Après guerre
Dans l'immédiat après guerre, toute production aéronautique est interdite. Emprisonné depuis avril 1945, Messerschmitt recouvre la liberté en juin 1947. À partir de novembre 1949, l'entreprise repart : projets d'éoliennes, maisons préfabriquées, machines à coudre, voiturettes (KR 175 et KR 200) qui seront fabriquées à 75 000 unités au total.
En 1951, retour à l'aviation : études aéronautiques pour l'étranger (Hispano Aviacion en Espagne), HA-100, HA-200 et HA-300.
1956, reprise de fabrications aéronautiques sous licence avec Heinkel (Fouga Magister, Fiat G91, F-104, ailes de Transall). En 1958, Messerschmitt, Bolkow et Heinkel se regroupent pour étudier et construire un avion expérimental à décollage vertical, le EWR VJ 101.  
En 1965 / 1969, la compagnie intègre le groupe Messerschmitt-Bölkow-Blohm, qui absorbe son ancien concurrent Heinkel en 1965 ainsi que Junkers en 1969. Elle fait aujourd'hui partie du groupe Airbus (Airbus Group).

## Avions construits par Messerschmitt

### Avant guerre
- Messerschmitt S-14-15-16 planeurs, 1923
- Messerschmitt M-17 biplace léger, 1925
- Messerschmitt M-18 quadriplace en aluminium, 1925
- Messerschmitt M-19 avion de sport, 1927
- Messerschmitt M-20 huit places, 1928
- Messerschmitt M-23 biplace en tandem, 1928-1931 (70 modèles construits)
- Messerschmitt M-24 transport de passager, 1929
- Messerschmitt M-26 triplace, 1930, demeuré à l'état de prototype.
- Messerschmitt M-27 avion de sport, 1930
- Messerschmitt M-28 prototype d'avion postal, 1931
- Messerschmitt M-29 biplace de sport, 1932
- Messerschmitt M-31 avion de sport, 1932
- Messerschmitt M-35 biplace de sport dérivé du M-29, 1933
- Messerschmitt M-36, 6 places, 1934
- Messerschmitt M-37, avion de liaison 4 places, fin 1933, renommé Bf-108 en 1934

### Pour laLuftwaffe
- Messerschmitt Bf 108 Taifun, avion de liaison, 1934.
- Messerschmitt Bf 109, chasseur, 1936 - 1945
- Messerschmitt Bf 110, bimoteur à long rayon d'action, 1938 - 1944
- Messerschmitt Me 155, chasseur à haute altitude, jamais produit, projet transféré à Blohm & Voss
- Messerschmitt Bf 161, prototype de reconnaissance, 1938
- Messerschmitt Bf 162 Jaguar, schnellbomber (bombardier rapide) basé sur le Bf 110, 1937
- Messerschmitt Bf 163, prototype d'avion STOL, 1938
- Messerschmitt Me 163 Komet (comète), chasseur, 1944
- Messerschmitt Bf 165, projet de bombardier à long rayon d'action, 1937
- Messerschmitt Me 208, version agrandie et améliorée du Bf 108
- Messerschmitt Me 209, avion de record, 1938
- Messerschmitt Me 209-II, prototype d'une version améliorée du chasseur Bf 109, jamais produite 1943
- Messerschmitt Me 210, chasseur lourd bimoteur, 1942 - 1943
- Messerschmitt Me 261 Adolfine avion de raid, 1941
- Messerschmitt Me 262 Schwalbe (hirondelle), chasseur-bombardier à réaction, 1944
- Messerschmitt Me 263, intercepteur à moteur fusée évolution du Me 163, jamais volé
- Messerschmitt Me 264, Amerika bombardier lourd destiné à aller bombarder l'Amérique du Nord
- Messerschmitt Me 265, prototype d'attaque au sol, jamais produit
- Messerschmitt Me 309, prototype de chasseur pour remplacer le Bf 109, 1942
- Messerschmitt Me 310, prototype de Me 210 pressurisé
- Messerschmitt Me 321, planeur de transport lourd 1941
- Messerschmitt Me 323 Gigant (géant), avion de transport
- Messerschmitt Me 328, avion suicide ou parasite à pulsoréacteur, 1943
- Messerschmitt Me 329, prototype de chasseur lourd bombardier
- Messerschmitt Me 334, chasseur sans queue
- Messerschmitt Me 409, projet de chasseur à haute altitude
- Messerschmitt Me 410 Hornisse (frelon), chasseur lourd bimoteur, 1943 - 1944

- Messerschmitt Me 509, chasseur, basé sur le Me 309, avec le moteur placé derrière le cockpit comme sur le P-39 Airacobra
- Messerschmitt Me 609, chasseur lourd composé de deux fuselages de Me 309 comme le Bf 109Z

### Après la guerre
Conception Messerschmitt :
- Hispano HA-100 (en) biplace à hélice, 1953
- Hispano HA-200 biplace à réaction, 1955
- Helwan HA-300 (en) chasseur monoplace à réaction, 1964
- EWR VJ 101 monoplace ADAV, 1963

## Automobile
Après guerre, des voiturettes biplaces à moteurs, les KR 175, furent produites sous la marque Messerschmitt.

## Musique
Dans la chanson du Grand Jojo, Schultz, un soldat allemand, qui en a marre de faire la guerre, tombe de son Messerschmitt pour atterrir en haut de la Tour Eiffel. Le chanteur décrit cette scène en la plaçant durant la Guerre de 14-18 ce qui est un anachronisme. Ce n'est pas le seul dans la chanson puisque le soldat allemand porte également un t-shirt qui mentionne les Bee Gees et les Rolling Stones.  